# Тосэнкё
Тосэнкё (яп. 投扇興 то:сэнкё:, дословно «удовольствие бросать складной веер») — подвижная японская игра с веером. С помощью веера требуется сбить с деревянной подставки игрушку. В зависимости от взаимного расположения веера, игрушки и подставки начисляются очки: от -20 до 50. Каждое возможное положение имеет своё название по названию главы Гэндзи-моногатари Мурасаки Сикибу.

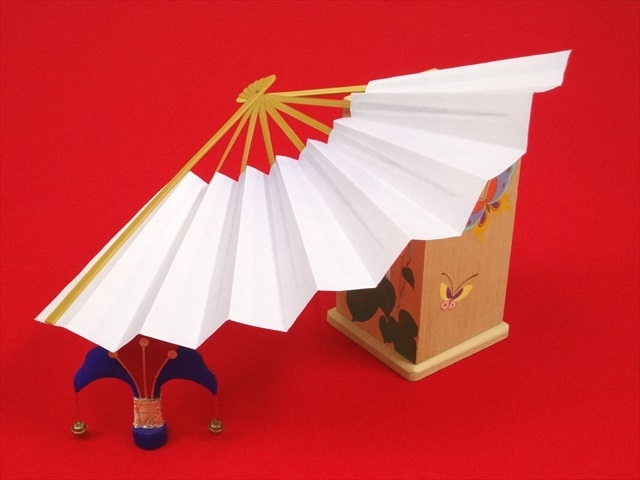
Самая редкая и приносящая наибольшее число очков комбинация: «Юмэ но укихаси»

Современные японцы не играют в эту игру. Её можно встретить в клубах по интересам, а также на банкетах с гейшами.

## Инвентарь
- Павловниевая коробка, поэтически называемая макура (яп. 枕, подушка).
- Небольшая игрушка, тё (яп. 蝶 тё:, бабочка) в форме листа гинкго. С боков тё свисает по бубенчику на нитке. Ставится на макура.
- Складной веер (яп. 扇 о:ги), 5 штук. Веером для тосэнкё не обмахиваются, он предназначен только для игры. Его вес составляет всего 20 граммов.
- Игральные кости, 2 штуки.
- Подушки для сидения, 2 штуки. Используются, чтобы точно отмерить позицию игрока и не позволить ему сесть ближе положенного.

## Описание

Поза, в которой бросают веер

Играют двое. Подушки для сидения ставятся на расстоянии 2,1 метра друг от друга, между ними помещается макура с установленной на ней тё.
Игроки бросают по одной кости: у кого выпадает больше очков, тот бросает веер первые пять раз. После того, как оппонент также бросит пять раз, игроки меняются местами и снова бросают веер по пять раз.
Задача игрока — сидя на подушке, попасть в тё веером. Однако количество очков за бросок зависит от того, как лягут веер и тё после броска. Все возможные положения названы в честь глав Гэндзи-моногатари.

## История
Игра представляет собой модификацию китайского развлечения  кит. трад. 投壺, упр. 投壶, пиньинь tóuhú, палл. тоуху, бросание стрел в кувшин для вина.
Считается, что игру изобрёл некий игрок из Киото в 1773 году. Он пытался уснуть, но его отвлекала бабочка, постоянно садившаяся на подушку. Он попытался сбить её веером, однако для этого потребовалось значительное время.
В 1773 году были опубликованы первые правила игры «Схема тосэнкё» (яп. 投扇興図式 то:сэнкё: дзусики). Через год игра стала модной в Эдо. В последних десятилетиях игра «тоуху» (в японском произношении — то:хо) устаревает.
В 1808 в игру запрещают играть на деньги. В следующем году выходит работа по тосэнкё под названием Хроники бросания веера (яп. 投扇之記 то:сэн но ки). Выходят несколько новых руководств по игре.
В 1822 году в храме Асакуса и на улице запрещается играть в тосэнкё. Гобээ Накагава ставит на границе храма Асакуса палатку для игры в тосэнкё.
Сегодня в школах тосэнкё существует разделение на даны. В Токийской школе тосэнкё в Асакусе текущая система данов в последний раз обновлена в 1996 году и в данный момент начинающему нужно пройти следующий путь:
- 2 кю (яп. 級 кю:)
- 1 кю (яп. 級 кю:)
- сёдан (яп. 初段, низший разряд)
- нидан (яп. 二段段, второй разряд)
- сандан (яп. 三段, третий разряд)

## Подсчёт очков
Ниже приведён подсчёт очков в соответствии с правилами Токийской школы «тосэнкё» в Асакусе. Ссылки с названиями комбинаций ведут на иллюстрации. В описании подразумевается, что «верх» веера — это бумажная часть, а «основание» располагается там, куда сходятся рёбра.
| Название положения         | Номер главы | Японское название | Транскрипция   | Очки | Описание |
| -------------------------- | ----------- | ----------------- | -------------- | ---- | --- |
| Пронизывающий поля (ветер) | 54          | 野分              | новаки         | −20  | Веер сбивает макура. Если при падении тё встаёт на основание, очки не снимаются. |
|                            |             | コツリ            | коцури         | −1   | Веер ударяет по макура, не опрокидывая её. |
| Упражняясь в каллиграфии   | 53          | 手習              | тэнараи        | 0    | Веер пролетает мимо. |
| Сад, где опадают цветы     | 11          | 花散里            | ханатиру сато  | 1    | Веер сбивает тё и они падают рядом. |
| У заставы                  | 16          | 関屋              | сэкия          | 1    | Веер не сбивает тё, но опирается на макура. Если веер встаёт на основание (ручку), то прибавляется 3 очка. |
| Лиловые шаровары           | 30          | 藤袴              | фудзибакама    | 2    | Веер не сбивает тё, но опирается на макура основанием, стоя «вверх ногами», на бумаге. |
| Шафран                     | 6           | 末摘花            | суэцуму хана   | 3    | Веер ложится плашмя строго напротив тё, по другую сторону от макура. Если тё встаёт на основание, эта комбинация называется «адзумая» и приносит 13 очков. |
| Глубокий снег              | 29          | 行幸              | миюки          | 4    | Веер сбивает тё и ложится, опираясь на макура крайним ребром или основанием. |
| Праздник алых листьев      | 7           | 紅葉賀            | момидзи но га  | 4    | Это положение — среднее между «ханатиру сато», «асагао», «касиваги», «эавасэ». Меньше половины тё лежит на части веера, но не соблюдаются условия для вышеперечисленных положений, а именно: тё не должна лежать на основании веера (это асагао); тё не должна лежать на кнопке веера (это касиваги); тё не должна лежать на веере лишь бубенчиком или только касаться тё (это ханатирусато); тё ложится на веер немного больше, чем самым краем (это эавасэ). |
| Сопоставление картин       | 17          | 絵合              | эавасэ         | 4    | Тё ложится на или под веер, так, чтобы веер прикрывал меньше половины тё. Если веера касается только бубенчик на тё, это считается «ханатиру сато» (1 очко). Эавасэ часто можно спутать с «момидзи но га», но, так как количество очков за эти комбинации совпадает, это не несёт угрозы игрокам. |
| Тройной узел               | 47          | 総角              | агэмаки        | 5    | Веер сбивает тё и становится на крайнее ребро, опираясь на макура основанием. Если веер опирается только на бумагу (не на рёбра), то это «миюки». |
| Вечерний туман             | 38          | 夕霧              | ю: гири        | 5    | Веер прикрывает почти всю тё бумагой. Не следует путать эту комбинацию с «судзумуси». |
| Вечерний лик               | 4           | 夕顔              | ю: гао         | 5    | Тё лежит на бумаге веера. |
| Ветер в соснах             | 18          | 松風              | мацукадзэ      | 5    | Веер не сбивает тё, она падает навзничь на макура. |
| Сума                       | 12          | 須磨              | сума           | 6    | Тё, сброшенная веером, макура и сам веер образуют прямую линию. Веер опирается на макура верхней частью. |
| Утренний лик               | 20          | 朝顔              | асагао         | 7    | Более половины тё лежит на основании веера. Если на веере лежит меньше половины тё, это комбинация «момидзи но га»; если больше половины тё лежит на бумажной части веера, это «югао». |
| Праздник цветов            | 8           | 花宴              | хана но эн     | 7    | Тё свешивается с макура более чем наполовину. |
| Сверчок-колокольчик        | 37          | 鈴虫              | судзумуси      | 7    | Тё ложится под основание веера, словно сверчок в клетке. Если тё встаёт на основание между рёбрами веера, это приносит 17 очков. |
| Первая зелень              | 34          | 若菜              | вакана         | 8    | Тё ложится плашмя на макура, а веер встаёт вверх ногами, прислонившись к ней. |
| Священное дерево сакаки    | 10          | 賢木              | сакаки         | 8    | Веер опирается на макура, стоя на тё. |
| Тающее облако              | 19          | 薄雲              | усугумо        | 8    | Веер опирается на макура, а тё лежит под ним, как луна за облаками. |
| Побеги папоротника         | 48          | 早蕨              | савараби       | 10   | Тё становится на основание рядом с макура. Если тё опирается на основание и один из боков, стоя вертикально, это также считается «савараби». |
| У прибрежных буйков        | 14          | 澪標              | миоцукуси      | 11   | Тё падает, а веер ложится на макура плашмя или же зацепившись за него. Эта комбинация присваивается и свисающему с макура под углом вееру. |
| Принц Благоуханный         | 42          | 匂宮              | ниоу но мия    | 11   | Тё встаёт на основание, между ней и макура ложится веер. |
| Беседка                    | 50          | 東屋              | адзумая        | 13   | Отличается от «суэцуму хана» тем, что тё встаёт на основание. |
| Юная Мурасаки              | 5           | 若紫              | вакамурасаки   | 13   | Веер сбивает тё и ложится, опираясь на макура бумажной частью. Тё встаёт вертикально. Если тё встаёт под веером, возникает спорная ситуация «вакамурасаки, савараби или усугумо», которая в разных типах правил трактуется по-разному. |
| Акаси                      | 13          | 明石              | акаси          | 15   | Веер опирается на макура основанием, тё встаёт вертикально напротив них. |
| Дерево-метла               | 2           | 帚木              | хахакиги       | 15   | Веер ложится сверху на тё, которая остаётся на макура. |
| Пустая скорлупка цикады    | 3           | 空蝉              | уцусэми        | 18   | Веер опирается на макура крайним ребром или основанием (как в «миюки»), а тё повисает на макура. Если веер опирается на саму висящую тё, это приносит 33 очка. |
| Павильон павловний         | 1           | 桐壺              | кирицубо       | 20   | Тё встаёт вертикально рядом с макура, а веер ложится на последнюю плашмя. |
| Кипарисовый столб          | 31          | 真木柱            | макибасира     | 30   | Веер встаёт на бумагу, опираясь на макура основанием, а тё каким-либо образом висит на веере, но не из-за того, что она зацепилась ниткой от бубенчика. |
| Юная дева                  | 21          | 少女              | отомэ          | 30   | Веер ложится плашмя на макура, а тё цепляется за неё и висит под веером. |
| Ладья в волнах             | 51          | 浮舟              | укифунэ        | 30   | Тё встаёт на бумагу упавшего веера. Если веер при этом лежит широкой частью в сторону макура, это приносит 40 очков. Если тё стоит под углом меньше 40° к полу, это считается «югао». |
| Великий закон              | 39          | 御法              | минори         | 35   | Веер становится у макура, а тё каким-либо образом на нём повисает, зацепившись за бумагу. Если она цепляется за рёбра, это другая комбинация. |
| Флейта                     | 36          | 横笛              | ёкобуэ         | 35   | Тё становится вертикально на основание (рёбра) упавшего веера. Если она стоит на боку и при этом смотрит в сторону веера, а не от него, это «савараби». |
| В зарослях полыни          | 15          | 蓬生              | ёмогиу         | 35   | Сбитая тё встаёт в любом вертикальном положении (в том числе на бок или вверх ногами), веер ложится на неё сверху. |
| Ночные огни                | 27          | 篝火              | кагариби       | 50   | Веер ложится на макура, тё цепляется за его основание или ребро бубенчиком и виснет на нём. Веер не должен касаться пола. Эта комбинация не такая редкая, как следующая. |
| Плавучий мост сновидений   | 54          | 夢浮橋            | юмэ но укихаси | 50   | Тё становится вертикально рядом с макура. Веер опирается на них обеих. 1 августа 2000 года руководитель токийской школы Кисэнъан-мутё (яп. 其扇庵夢蝶 кисэнъанмутё:) (профессиональный псевдоним) в утренней передаче сказал, что за 20 лет практики не видел эту комбинацию ни разу. |

## Организации
- Токийская школа «тосэнкё» в Асакусе (яп. 東都浅草投扇興保存振興会（其扇流） то:то асакуса то:сэнкё: ходзон синко: кай (кисэнрю:), Восточностоличная асакусская ассоциация сохранения и продвижения тосэнкё («Школа этого веера»))[6].
- Киотоская старостоличная школа (яп. 京都・都御流 кё:то мияко онрю:). В Киото отличаются как подсчёт очков, так и инвентарь: тё имеет узор только с одной стороны (это влияет на очки), бумага на веере натягивается больше с одной стороны, поэтому веер летит не так далеко, названий положений 54 — каждая глава «Гэндзи моногатари» именует положение. В токийской школе используются только 40 названий глав. Киотоская школа устраивает ежемесячные сборы, кроме того имеются весенний, летний, осенний и зимний сборы.

Вступительный взнос — от 3 000 иен до 5 000. Принимаются дети с 10 лет.

## Другие правила
Существует разновидность правил, в которой очки за конкретные положения переназначены, а также введены другие положения, например, хиёку (яп. 比翼, две птицы как одна, не входит в список глав «Гэндзи-моногатари») (веер становится на ребро рядом с игрушкой) и канри (яп. 連理, вечная любовь, также не входит в список глав) (веер ложится плашмя на макура, а тё становится сверху). Эти комбинации приносят немедленную победу.
Имеется система подсчёта очков, основанная не на «Гэндзи-моногатари», а на «Хякунин иссю».